# Kientaler Konferenz
Die Kientaler Konferenz ist die zweite geheime Konferenz der Zimmerwalder Bewegung; sie tagte vom 24. bis 30. April 1916 in Bern und Kiental in der Schweiz.

## Hintergrund
Um den genauen Ort der Konferenz geheim zu halten und die internationale Polizei auf eine falsche Spur zu lenken, wurde von den Veranstaltern verbreitet, dass diese Konferenz in Holland stattfinden werde. Denn die Regierungen der betroffenen Länder versuchten alles, um diese Art von Zusammenkünften zu verhindern. Tatsächlich fand sie in der Schweiz statt. Es gelang jedoch nicht allen Delegierten das Ziel zu erreichen. So nahmen insgesamt 44 sozialistische Kriegsgegner aus neun Ländern teil.
Neben den sieben Schweizern Robert Grimm, Ernst Nobs, Fritz Platten, Ernest-Paul Graber, Herman Greulich, Charles Naine und Agnes Robmann, eine deutsche Delegation aus sieben Teilnehmern, darunter Paul Frölich, bei den Russen waren unter anderem Wladimir Iljitsch Lenin, Grigori Jewsejewitsch Sinowjew, Julius Martow und Pawel Borissowitsch Axelrod, die drei Franzosen waren Pierre Brizon, Alexandre Blanc und Jean-Pierre Raffin-Dugens zugegen, daneben sieben Italiener, fünf Polen, darunter Mieczysław Broński, Karl Radek und Adolf Warski, sowie der Serbe Katzlerowitsch.
Ein Ziel dieser Zusammenkünfte war es Resolutionen zu beschliessen, die den Anschauungen der deutschen Sozialdemokratie entgegenstanden. In ihnen wurden die Proletarier aller Länder zu revolutionären Massenaktionen aufgefordert. Diese sollten sich für die Beendigung des Krieges einsetzen. Dabei sollte auf jegliche Annexionen und Kriegsentschädigung verzichtet werden. Das Manifest rechnete schärfer als jenes von Zimmerwald mit den Mehrheitssozialisten ab, die der Kriegsführung der nationalen Regierungen zustimmten.
Sinowjew stellte als wichtigsten Punkt auf der Tagesordnung die Frage nach der Stellungnahme zum „Internationalen Sozialistischen Büro“ in den Vordergrund, der nach seiner Meinung entscheidend für die Einstufung ob es zur Zweiten oder Dritten Internationale zählte.
Auch die Stellung der Sozialisten zum Frieden sollte geklärt werden.

## Nachwirkung
Im Zusammenhang mit diesen Zielen und dem Protest gegen die Politik der Regierung im Ersten Weltkrieg steht auch die Ermordung österreichischen Ministerpräsidenten Graf Karl Stürgkh durch den sozialdemokratischen Politiker Friedrich Adler. Adler hatte diesen am 21. Oktober 1916 im Hotel Meissl & Schadn aufgesucht und durch vier Schüsse aus einer Pistole in den Kopf getötet. Obwohl er weder bei der ersten noch bei der zweiten Konferenz zugegen war, hatte er bei einem Gespräch mit einem durch Wien reisenden rumänischen Sozialisten von der zweiten Konferenz erfahren. Er war fest entschlossen an dieser teilzunehmen. Es die Reise in die Schweiz endete für ihn jedoch in Salzburg. Er hätte es in Kauf genommen für die Teilnahme bei der Rückreise nach Österreich verhaftet und wegen Hochverrats angeklagt zu werden. Adler war der Ansicht, dass „man das, was die Pflicht erfordert, unbedingt tun müsse, auch wenn es Gefahren mit sich bringe. Und er habe es für eine Pflicht der Partei gehalten, daß auf dieser Konferenz auch die österreichische Sozialdemokratie vertreten sei.“ Als Unterstützer dieser Bewegung hatte er ein Manifest verfasst und verbreitet.
Adler hatte damit praktisch umgesetzt, was Lenin auf der Konferenz propagiert hatte:

„Wendet die Waffen gegen euren gemeinsamen Feind, die kapitalistischen Regierungen. Dies ist die frohe Friedensbotschaft, die die Internationale bringt. – Die Aktion der Arbeiterklasse ist vor die Wahl gestellt: Kampf um den Sozialismus oder Verelendung“